# Flaga Stargardu
Flaga Stargardu – jeden z symboli miejskich Stargardu w postaci flagi ustanowiony uchwałą rady miejskiej nr XVI/167/07 z 18 grudnia 2007.

## Wygląd i symbolika
Flaga została zaprojektowana przez Piotra Kosmala jako prostokątny płat tkaniny o proporcjach wysokości do długości 2:5. Podzielona jest na poziome pasy, z których dwa skrajne są w kolorze błękitnym, dwa pasy wewnętrzne w czerwonym, środkowy w białym. Po lewej stronie flagi znajduje się herb miasta o maksymalnej wysokości 7/10 szerokości flagi.
Barwy flagi odpowiadają historycznym barwom Stargardu. Błękitny-symbolizuje rzekę Inę, z którą miasto od wieków było silnie związane. Barwa ta jest także kolorem Najświętszej Marii Panny – patronki Kolegiaty a także Jana Chrzciciela – patrona Stargardu. Czerwony-symbol Ducha Świętego i Chrystusa, a także odwagi, która była przypisywana stargardzianom walczącym na przestrzeni wieków. Biel-symbolizuje czystość, lojalność i pokorę przypisywaną stargardzianom wobec panujących Książąt Pomorskich.